# Médiathèque

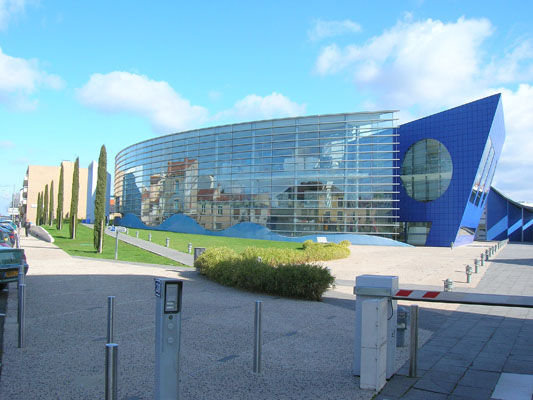
La médiathèque de Roanne

Une médiathèque est un établissement culturel qui conserve et met à la disposition du public une collection de documents qui figurent sur des supports variés (bande magnétique, film, disque, livres en tout genre,...), correspondant aux différents médias, permettant la consultation sur place et l'emprunt à domicile. Son fonctionnement est semblable à celui d'une bibliothèque, mais elle se diversifie par les différents supports et les différentes activités d'animation qui sont mis à la disposition du public pour s'informer.
Dérivé de média, avec le suffixe -thèque, d'après bibliothèque, le terme médiathèque s'est imposé au cours des années 1970.
Le terme « médiathèque » est un phénomène français, et correspond à une période de l'histoire des bibliothèques françaises. Selon Michel Melot, la médiathèque est plus qu'un simple « dépôt de livres ». Elle ne saurait se traduire qu'à l'intégration de nouveaux médias, qu'à l'intégration des documents sur différents supports dans la bibliothèque. « La médiathèque répond beaucoup plus largement à l'idée d'une bibliothèque ouverte non seulement à tous les types de documents, mais aussi à tous les publics, et à toutes sortes d'activités d'information ou de loisirs ».
Certaines municipalités lui préfèrent l'appellation de « bibliothèque multimédia » sur le modèle anglo-saxon de « multimedia library ».

## Historique

### La naissance de la médiathèque
Au courant du XXe siècle, nous retrouvons en France les bibliothèques savantes d'une part et les bibliothèques populaires d'autre part. Noël Richter décrivait les deux types de bibliothèques comme suit : « La première a privilégié l'érudition historique, littéraire et juridique, et les textes classiques. Elle a rejeté la création littéraire vivante, la vulgarisation et les textes écrits pour distraire. Elle s'est sclérosée et transformée en musée du livre mort. La seconde n'a cherché qu'à conditionner une masse réputée dangereuse et inaccessible aux lumières de la raison en lui concédant une information et une lecture soigneusement triées ». Les bibliothèques publiques vont se construire pour contrer ces modèles Le rôle d'éducateur va lui être assigné pour répondre aux besoins de la démocratie en devenant un service public où « l'université du peuple [...] unique pour toute la population [...] prêt[e] ses collections abondantes et utiles à tous ».
Tout au long du XXe siècle, les bibliothèques françaises sont dénoncées comme étant en retard comparativement aux nouveaux modèles et aux nouvelles propositions anglo-saxonnes. Dans la première moitié du XXe siècle, les pratiques bibliothécaires des public library anglo-saxonnes, comme le libre accès, l'information et la documentation, l'esprit de responsabilité individuelle et la gratuité font écho dans la pratique des bibliothécaires français. « L'approche américaine se soucie peu de ces catégories [savants et populaires], et raisonne en fonction de collections, certes différentes et de différents niveaux, mais toutes également accessibles à tous ». Ces modèles seront introduits en France au début du XXe siècle, notamment par Maurcie Pelisson, la CARD et Eugène Morel.Ce dernier, à la suite de ses voyages dans les pays anglo-saxons, va introduire l'idée d'une nouvelle politique des bibliothèques françaises qui ne préjuge ni du statut des lecteurs ni de la nature des collections. On va alors transformer l'offre de lecture en cherchant à satisfaire tous les publics, par une diversification des collections et par le rapprochement entre la bibliothèque savante et la bibliothèque populaire.
Durant cette première phase, l'accent est mis sur le rôle éducatif de la bibliothèque publique et sur l'éducation permanente.Cette volonté apparaît notamment par la construction de bibliothèques pour enfants, comme l'Heure Joyeuse créée en 1924, qui offre le libre accès à des ouvrages, des heures de conte et d'animation. Cette volonté apparaît également par la promotion de la lecture publique par la création en 1929 de la Commission de la lecture publique pour une réorganisation de la lecture publique, en 1936 par la création de l'Association pour le développement de la lecture publique et en 1945 par la création de la Direction des bibliothèques et de la lecture publique dirigée par le ministère de l'Éducation nationale. De même, en 1968, un groupe sur la lecture publique entérinera l'importance de développer l'animation culturelle en bibliothèque.
Dans les années 1950 et 1960, certains points sont acquis. La lecture publique, le libre accès et les sections pour enfants ne font plus question.L'accent est alors mis sur la diversification des supports autres que le livre. « La politique du libre accès (mettre les usagers en contact direct avec les livres, pour en faciliter l'accès) se double d'une diversification des médias présentés. L'idée est d'une part que le patrimoine culturel est plus large que le patrimoine littéraire, mais aussi musical, filmographique, artistique, scientifique, etc., et d'autre part, que des moyens modernes de communication et de diffusion peuvent attirer dans les bibliothèques un public qui en est peu familier, en en cassant l'image austère et rébarbative ».Durant ces années, les discothèques, et les vidéothèques vont se multiplier, offrant tantôt de la consultation sur place, plus tard, l'emprunt.
Dans les années 1970, l'urbanisation, la scolarisation massive et une demande culturelle inassouvie vont amener la construction de nouvelles bibliothèques ainsi qu'une augmentation du budget qui leur est accordé. L'architecture des bibliothèques se fait audacieuse, et elle devient un symbole dans l'espace urbain. Le libre accès est généralisé, l'ouverture vers de nouveaux supports et la diversité des différentes formes de cultures sont affirmées. Dans les années 1970 à 1990, de nombreuses médiathèques voient le jour. « L'esprit de la médiathèque est de placer tous les supports sur un pied d'égalité, comme ayant une égale dignité, sans réelle prééminence de l'imprimé. [...] La médiathèque apparaît ainsi comme un outil d'information exhaustif, à la pointe de l'actualité dans les contenus et de la modernité des contenants ».

### L'intégration des médias dans les bibliothèques françaises
La diversification des médias a toujours existé dans les bibliothèques, ne serait-ce part les illustrations dans les livres ou les cabinets d'estampes, qui était jusqu'au XVIIIe siècle le complément naturel de la collection de livres. C'est pourquoi l'entrée des différents supports dans la bibliothèque s'est faite tout naturellement.
Le concept de médiathèque s'est développé dans les années 1970, quand les contenus audiovisuels (documents sonores et enregistrements vidéo) ont été considérés comme des témoignages culturels au même titre que l'écrit. L'apparition des nouveaux médias dans la bibliothèque s'est faite graduellement au cours du XXe siècle. Le mot « média » apparaît dans les années 1930, lorsque le « mass media » fait son apparition avec le succès des magazines illustrés, de la radio, puis de la télévision. Avec l'apparition du microsillon en 1948, puis de la cassette en 1963, l'édition s'empare de produits autres que l'imprimé. Constatant que l'image animée et les documents multimédias entraient dans le champ de l'édition, ils ressortissaient naturellement du domaine des bibliothèques. Dès les années 1970, l'ouverture, en bibliothèque, vers de nouveaux supports (tels les disques, les vidéocassettes, les logiciels, etc.) se fait progressivement, affirmant ainsi la diversité des formes de cultures, tel qu'insistait en 1972 Alice Garriguoux, responsable du Service de la lecture publique : « La bibliothèque, du reste, n'est pas liée au seul imprimé. Diapositive, film, disque, bande, cassette ne sont qu'une autre forme d'enregistrement de la création, de la pensée et du savoir. » Dès 1975, une publication de nouvelles normes édictées par le ministère vient entériner l'entrée, dans les bibliothèques publiques, des nouveaux médias.
Le terme de médiathèque a été retenu pour mieux refléter la diversité des œuvres et des ressources collectées et présentées au public, notamment sous forme de disques microsillons , cassettes audio pour la musique, cassettes vidéo (Betacam et VHS) pour le cinéma.
Dans les années 1980 et 1990, les médiathèques ont naturellement accueilli les supports numériques (CD audio, DVD vidéo) qui sont venus compléter les supports traditionnels (imprimés, microfilms, disques vinyle, etc.).
Au XXIe, les nombreux médias disponibles dans les médiathèques françaises sont de plus en plus disponibles également dans les bibliothèques du pays. Alors qu’à la base, la médiathèque se distinguait de la bibliothèque grâce aux divers médias y étant disponibles, plateformes et publications numériques, images, vidéos, musique, etc. font maintenant partie intégrante des deux types d’établissements. De ce fait, il est possible de remarquer que les deux termes peuvent parfois être utilisés de façon interchangeable, alors que pour d’autres tel que Michel Melot, les bibliothèques et les médiathèques restent fondamentalement différentes.

## La médiathèque au XXIesiècle

### Le numérique
Au cours des premières années du XXIe siècle, les nouvelles technologies et l'univers numérique se sont développés et ont pris de plus en plus de place tant dans les médiathèques. De plus, la diversité des médias et des services offerts par ces établissements a évolué durant depuis les années 1990. Par exemple, plusieurs offrent maintenant des plateformes en ligne où il est possible de trouver autant des livres et autres publications numériques que des images, de la musique, ainsi que des vidéos et des films. Ces plateformes numériques permettent aux usagers de consulter les différents services et les médias offerts par la médiathèque directement à partir de leur ordinateur.
Le virage numérique amorcé au XIXe siècle a accéléré de façon fulgurante depuis le début du XXIe siècle. L’univers numérique s’est élargi de façon exponentielle et les nouvelles technologies évoluent et changent constamment. Ce phénomène a mis une nouvelle tâche sur les épaules des médiathèques et leurs employés : celle de la littératie numérique. Pour répondre à ce besoin, plusieurs médiathèques du XXIe siècle offrent toutes sortes de services permettant d’éduquer les usagers sur la manière d'utiliser les outils numériques et les nouvelles technologies de la façon la plus efficace possible ainsi que sur les enjeux éthiques qui y sont liés.

### Services aux usagers
La perspective et la théorie concernant les services et les relations avec les usagers dans les médiathèques ont beaucoup évolué dans les premières décennies du XXIe siècle. Les médiathèques et les professionnels travaillant au cœur celles-ci mettent de plus en plus les usagers au centre de leurs préoccupations pour leur offrir les services les mieux adaptés à leurs besoins. De façon similaire aux bibliothèques, les médiathèques visent à rendre leurs services accessibles au plus grand nombre et de s'adapter à leur communauté tout en en faisant un endroit incontournable ses membres. Alors que les principes d'équité, de diversité et d'inclusion se sont répandus dans plusieurs institutions depuis le début du XXIe siècle, les médiathèques se joignent au mouvement et intègrent des pratiques allant dans ce sens.
Un moyen d’améliorer l’inclusion dans les médiathèques est d’adopter des politiques culturelles et faire des efforts conscients pour une approche plus inclusive. Pour ce faire, les médiathèques établissent d'abord les besoins de leur communauté et les objectifs à atteindre pour rendre leurs services plus accessibles et mieux répondre aux besoins de leur communauté. Elles peuvent ensuite mettre en place des services, activités et projets favorisant l'accès de tous les usagers aux services de la médiathèque sans discrimination. Les politiques culturelles sont de plus en plus communes dans les médiathèques et sont considérées comme aussi importantes que les politiques documentaires.
Une autre technique utilisée en médiathèque pour favoriser les communautés est le design thinking. En médiathèque, le design thinking est une façon de trouver de nouvelles idées et de nouveaux services en mettant l'usager au centre des préoccupations plutôt que les collections. Le design thinking permet même de faire participer les usagers eux-mêmes au processus de création et de développement des activités et ainsi entamer un processus de co-création. Cela permet d'impliquer les usagers dans les activités de la bibliothèque, de tisser une communauté et de mieux répondre à ses besoins.
Faire des médiathèques un endroit accueillant où les usagers souhaitent passer du temps et peuvent tisser des liens entre eux est un autre objectif des médiathèques pour améliorer leurs services aux usagers. L'espace physique même des médiathèques est alors repensé pour mieux servir les usagers et favoriser la collaboration. Dans les médiathèques, des espaces pensés et adaptés spécialement pour certains types d'usagers, les enfants ou les adolescents par exemple, sont mis en place dans plusieurs médiathèques pour leur rendre l'accès à l'information plus facile et plus attrayant. L'aménagement intérieur de la médiathèque est aussi pensé pour faciliter les échanges entre les usagers et aider à établir la médiathèque en tant que troisième lieu, donc un lieu où les usagers peuvent venir passer du temps, échanger et créer une communauté.

## Quelques médiathèques françaises et étrangères

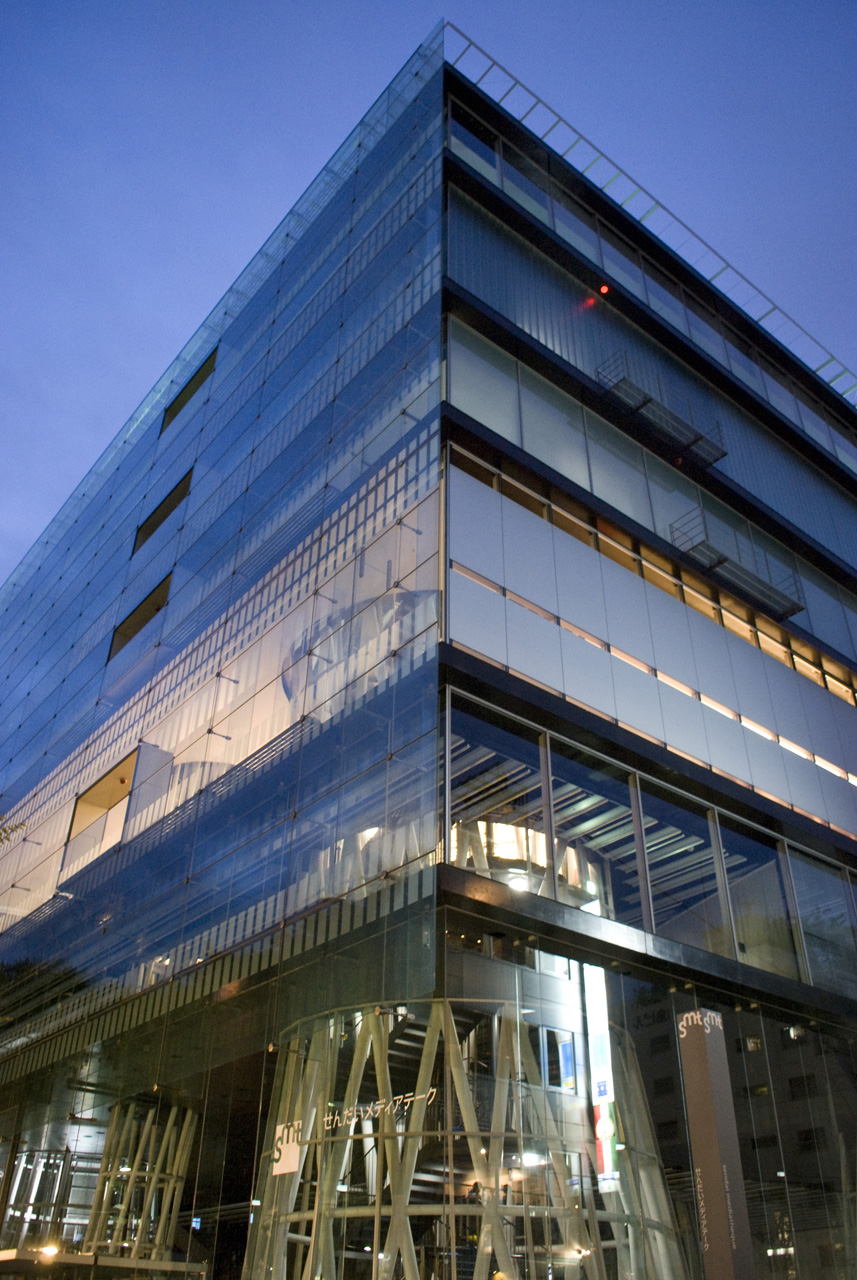
La médiathèque de Sendai au Japon.

En France, on peut citer, à titre d'exemple, les médiathèques suivantes :
- Médiathèque Jacques Chirac, Troyes
- Médiathèque André-Malraux, Strasbourg
- Médiathèque Edmond-Rostand, Paris
- Médiathèque José-Cabanis, Toulouse
- Médiathèque Françoise-Sagan
- Médiathèque Maurice-Genevoix, Blois

À l'étranger, citons la médiathèque de Sendai au Japon et la Médiathèque littéraire Gaëtan-Dostie au Québec.